# معدن شل مران (چل مران)
معدن شل مران (چل مران) در کنگاور، ۲ کیلومتری غرب بنای آناهیتا واقع شده و این اثر در تاریخ ۲۷ مرداد ۱۳۷۷ با شمارهٔ ثبت ۲۱۰۰ به‌عنوان یکی از آثار ملی ایران به ثبت رسیده است.